# Лелле (станция)
Ле́лле (эст. Lelle raudteejaam) — железнодорожная станция в посёлке Лелле на линии Таллин — Рапла — Вильянди/Пярну. Находится на расстоянии 71,9 км от Балтийского вокзала.
На станции Лелле расположены два низких перрона и четыре пути. На станции останавливаются пассажирские поезда, следующие в Таллин, Тюри и Вильянди. Из Таллина в Лелле поезд идёт 1 час 17 минут, скорый — 1 час 10 минут.
В 1967 году начались работы по переустройству узкоколейной дороги на участке Таллин — Лелле в широкую колею. Проект по переустройству участков железной дороги Рапла — Лелле — Пярну и Лелле — Вильянди разработал Ленинградский государственный институт проектирования железнодорожного транспорта. Весь период строительства движение по узкоколейке не прекращалось. Перестройка перегона Лелле — Эйдапере началась 20 марта 1969 года. При этом участок от Лелле до Пярну был закрыт, а узкоколейная линия разобрана, движение осуществлялось по линии Таллин — Лелле — Вильянди — Пярну. Движение дизельных поездов нормальной колеи на участке Рапла — Лелле началось в ноябре 1969 года.

## Фотогалерея

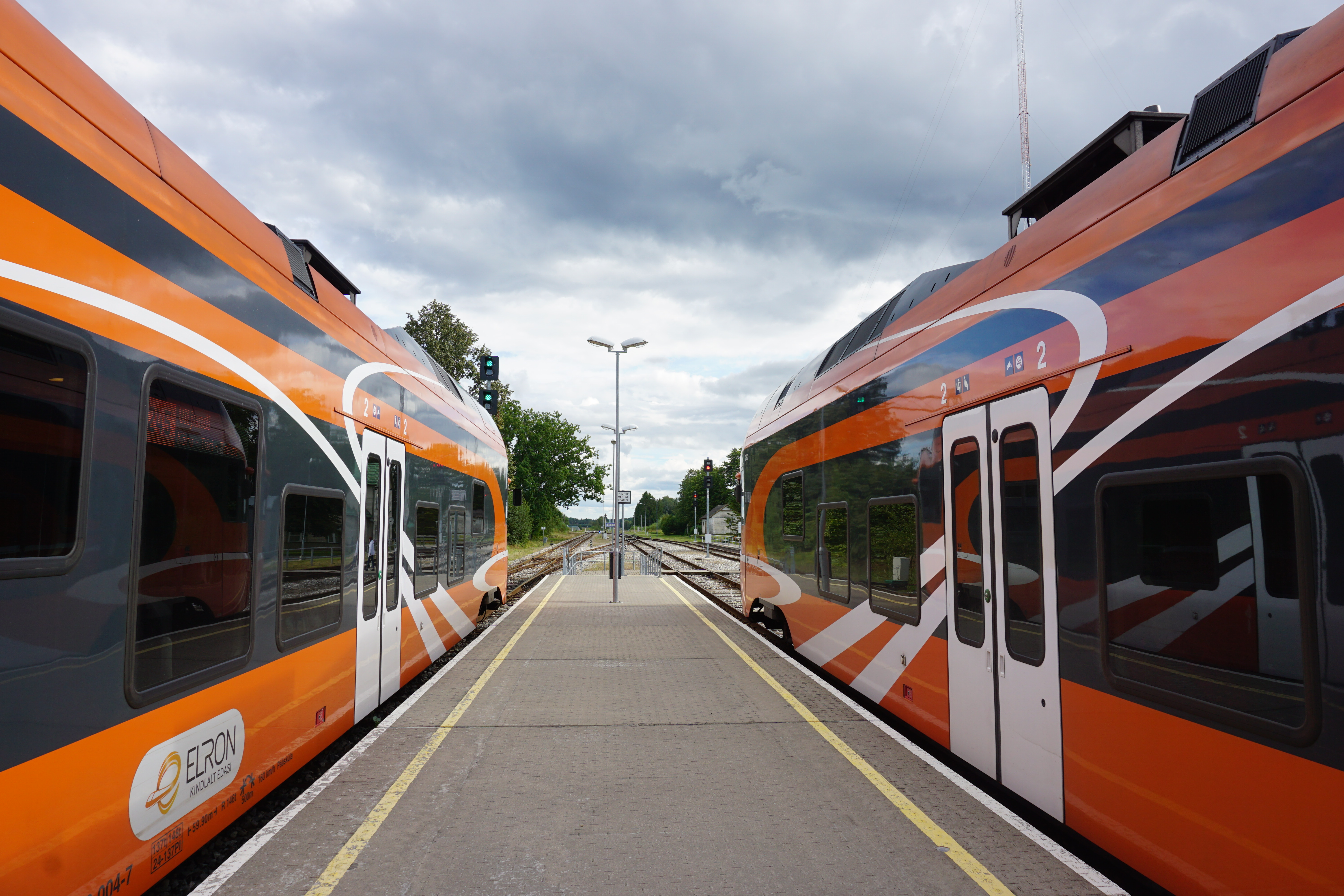
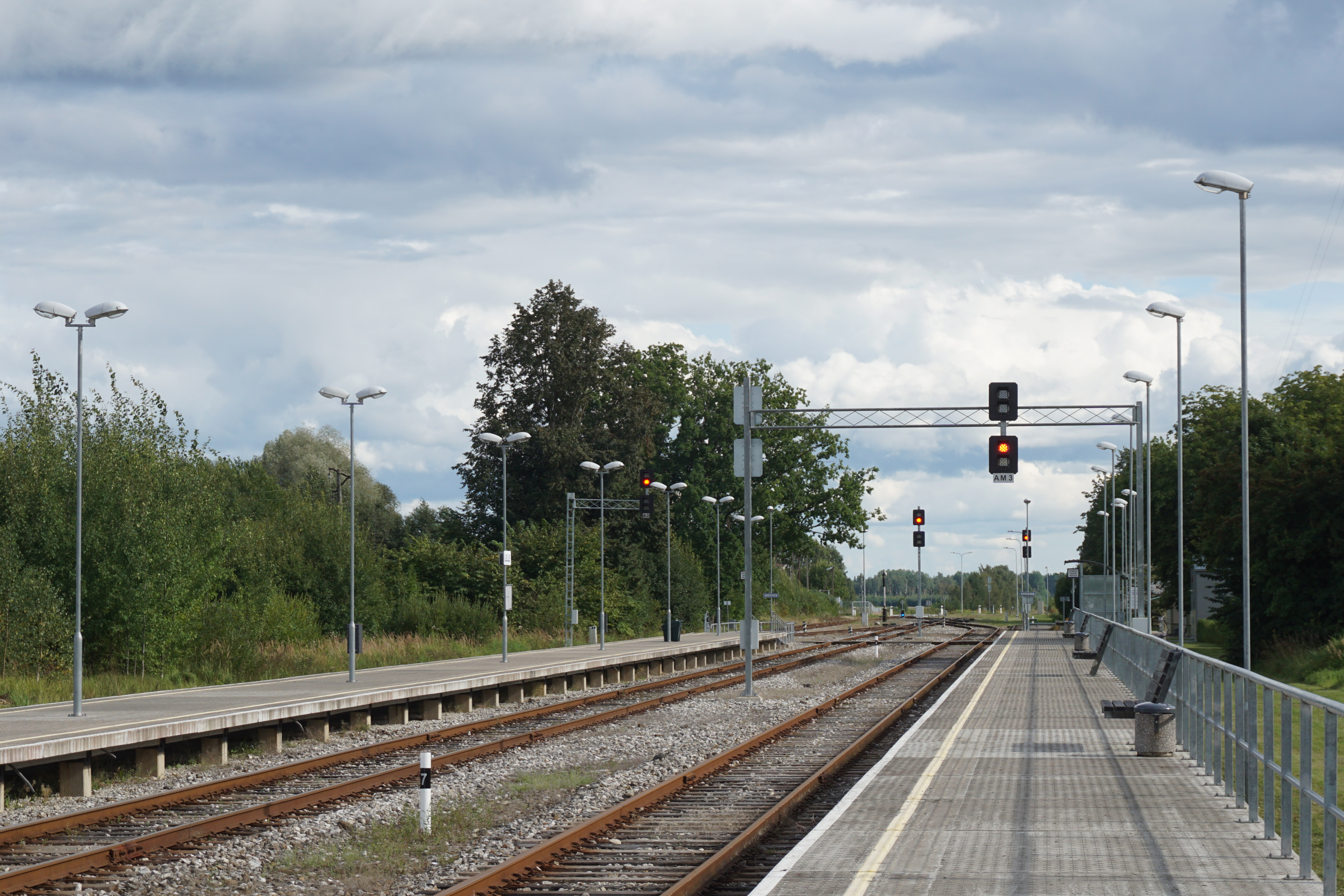
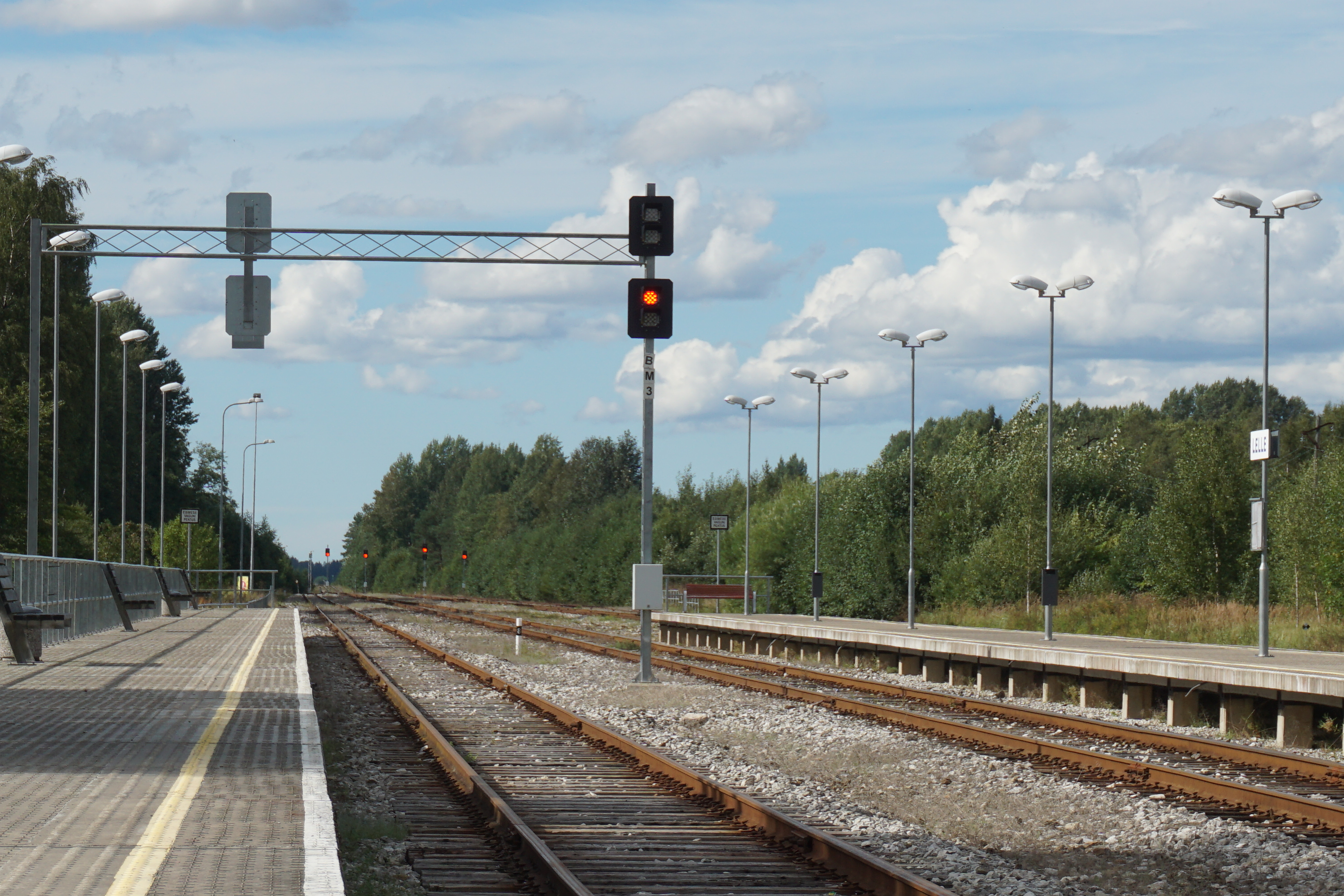
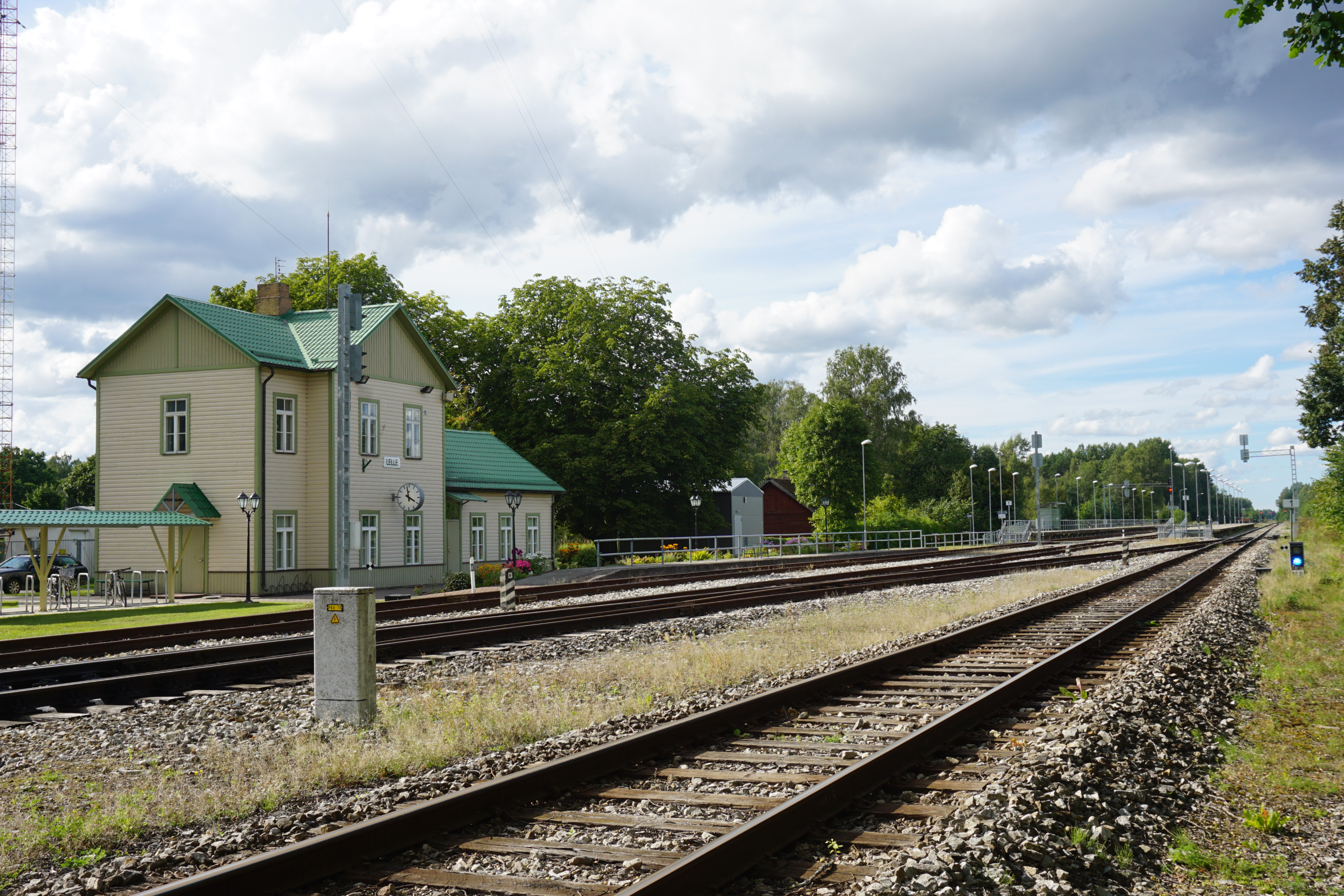
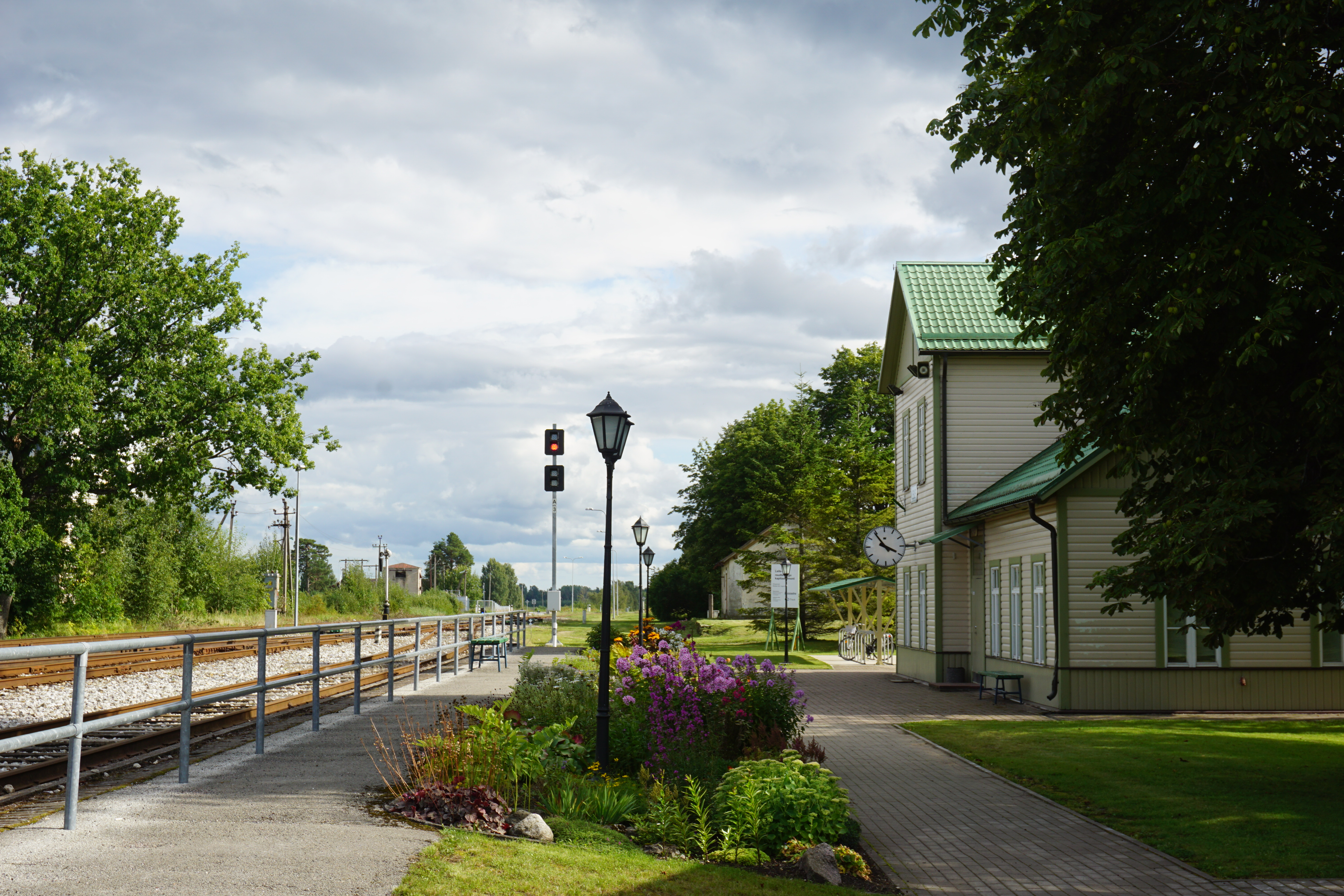
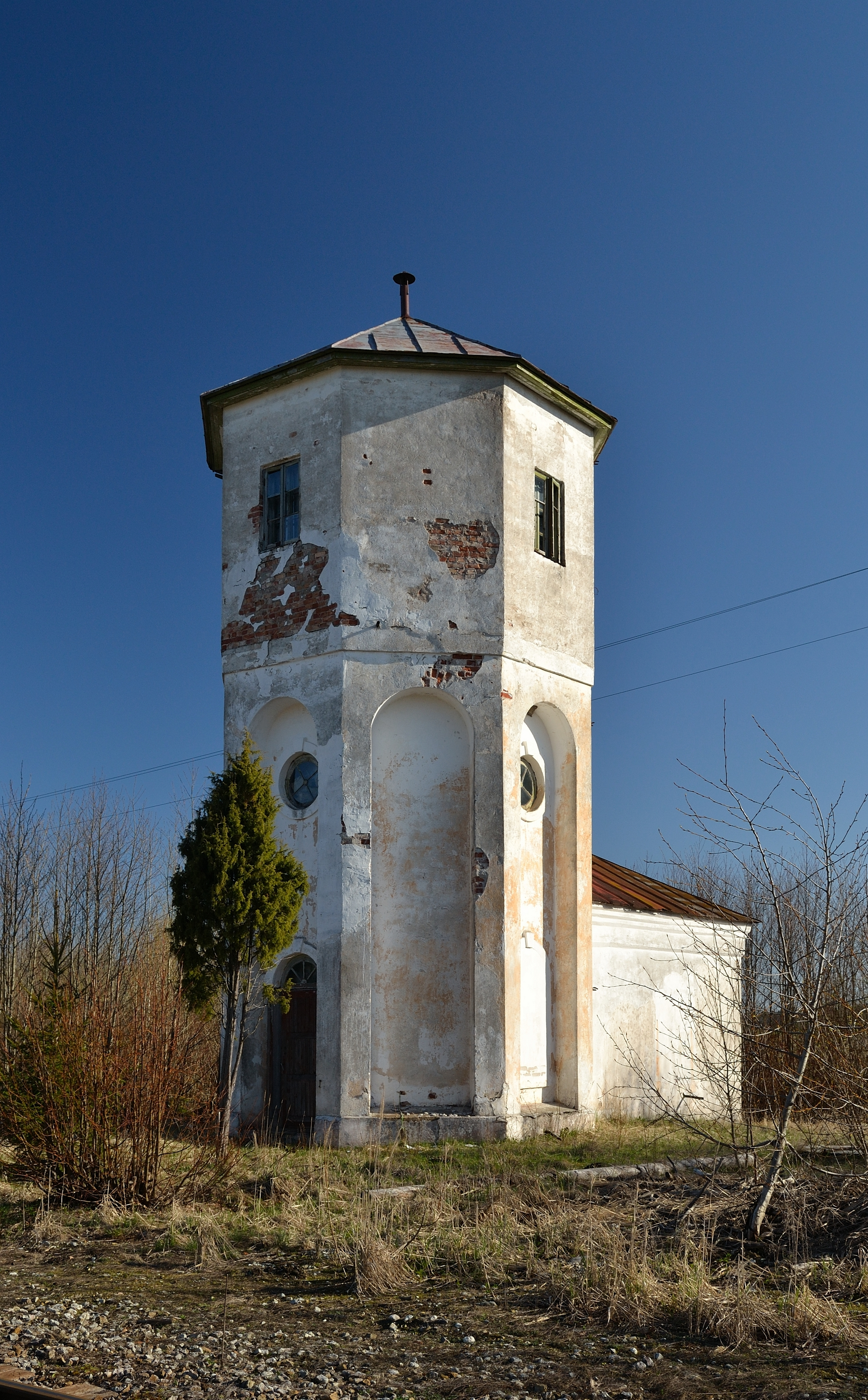
Водонапорная башня
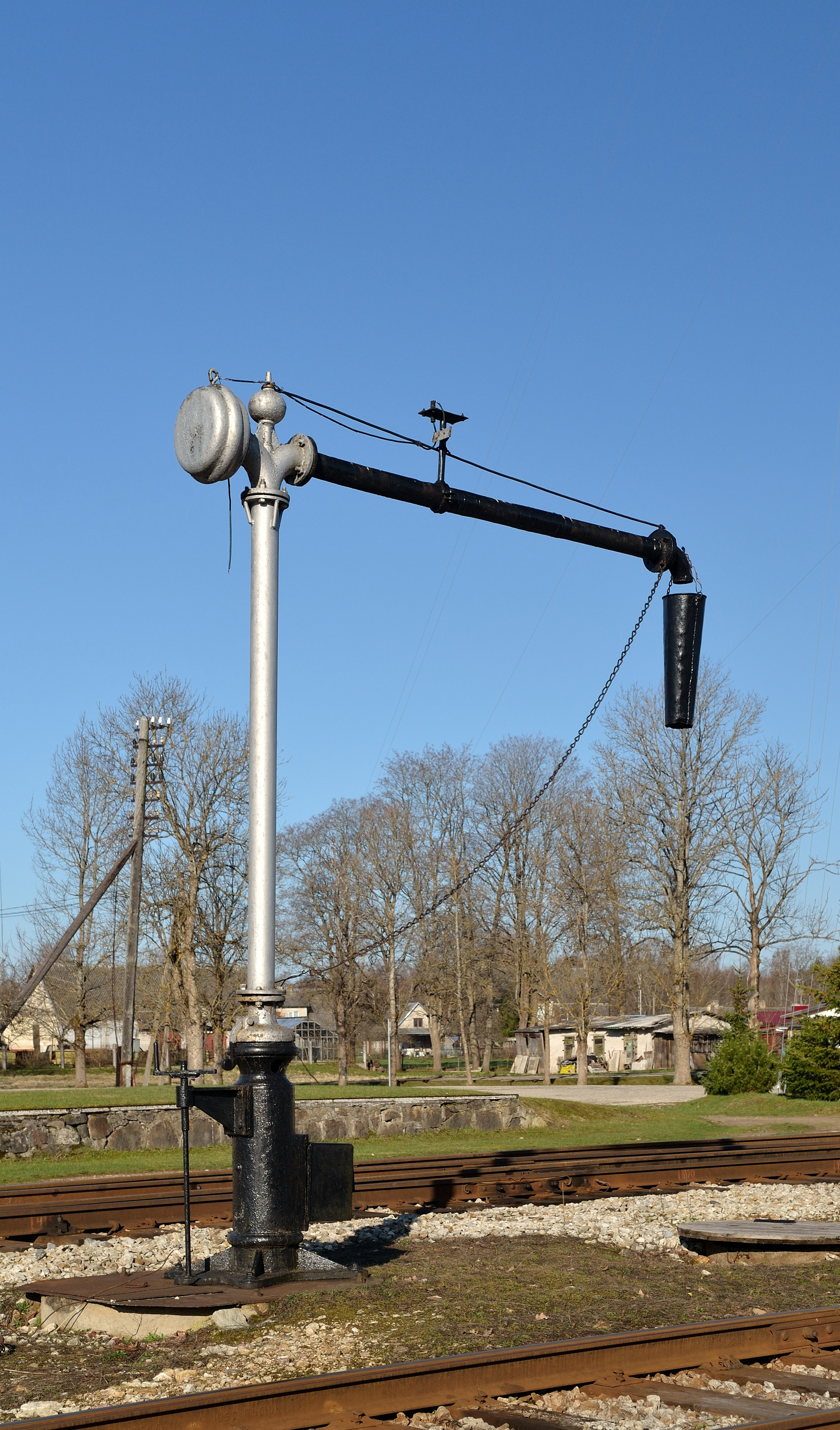
Кран
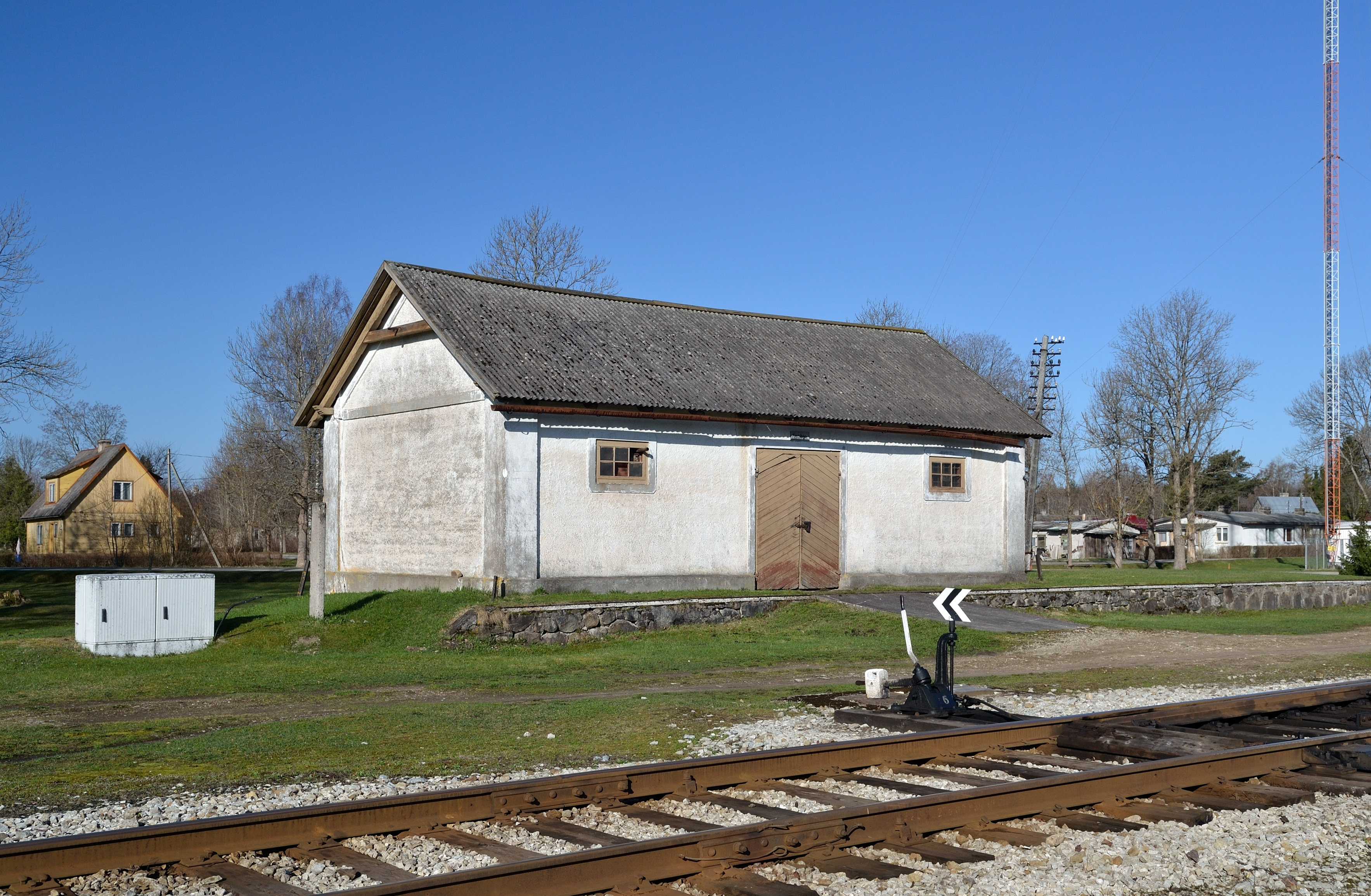
Амбар